# 红帆节

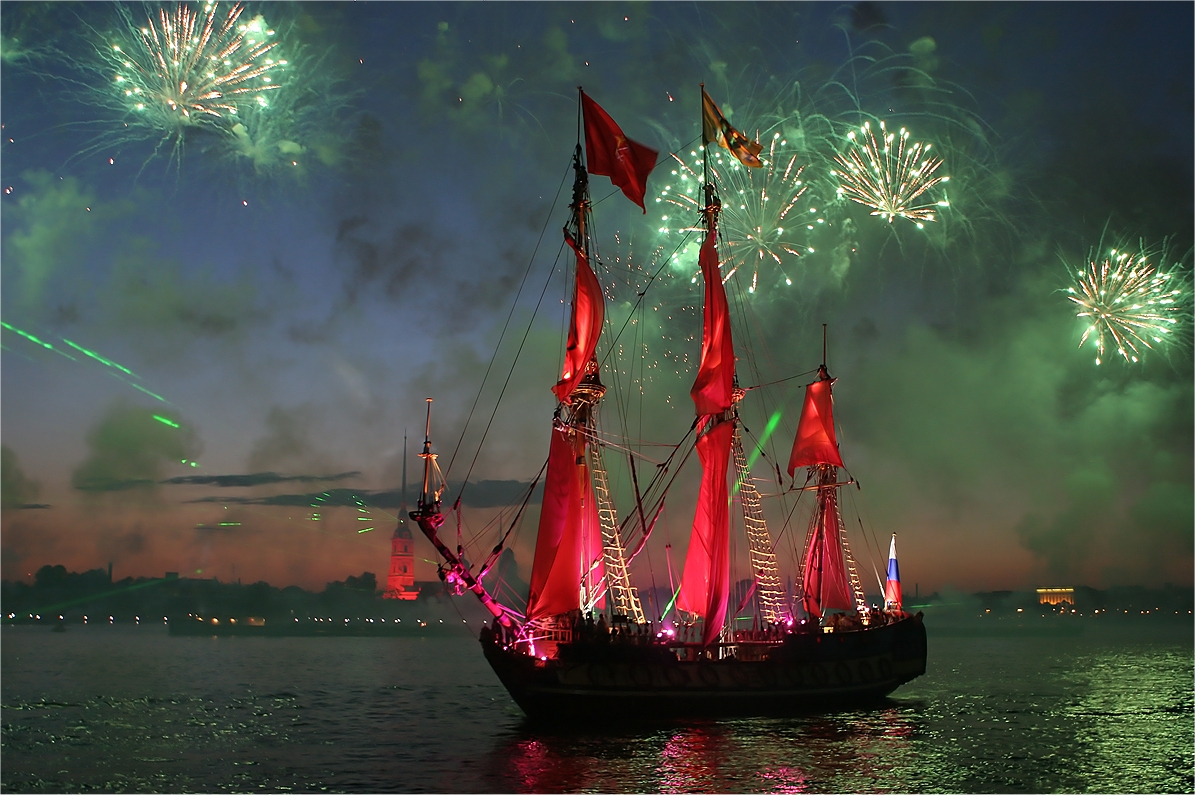
红帆节的烟火表演

红帆节(俄语：Алые паруса)是俄罗斯圣彼得堡的中学生毕业日，是一年一度的庆祝中学毕业生的节日。
通常在每年最接近夏至的星期六进行（通常是6月18日至28日，但是6月22日除外，因为这一天是俄罗斯的纪念和哀悼日），它是为了让所有的中学毕业生告别少年，在黎明来临之际迎接人生新的阶段。